# Maria Elisabeth von Österreich (1743–1808)

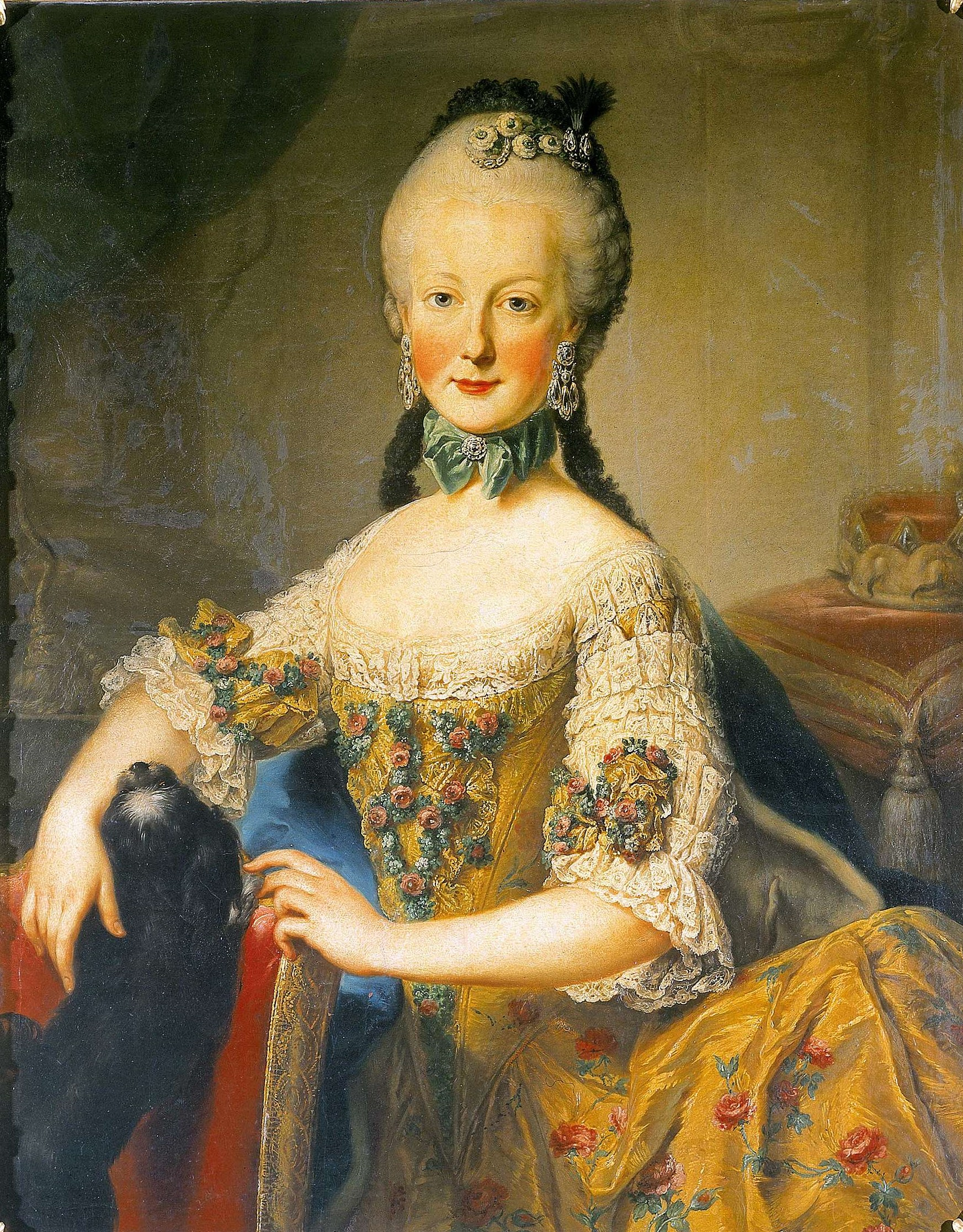
Maria Elisabeth vor 1767 (Martin van Meytens?).

Erzherzogin Maria Elisabeth von Österreich (* 13. August 1743 in Wien; † 22. September 1808 in Linz) war eine Tochter des Großherzogs von Toskana und späteren Kaisers Franz Stephan von Lothringen und der Königin von Ungarn und Böhmen Maria Theresia von Österreich.

## „Kokette der Schönheit“

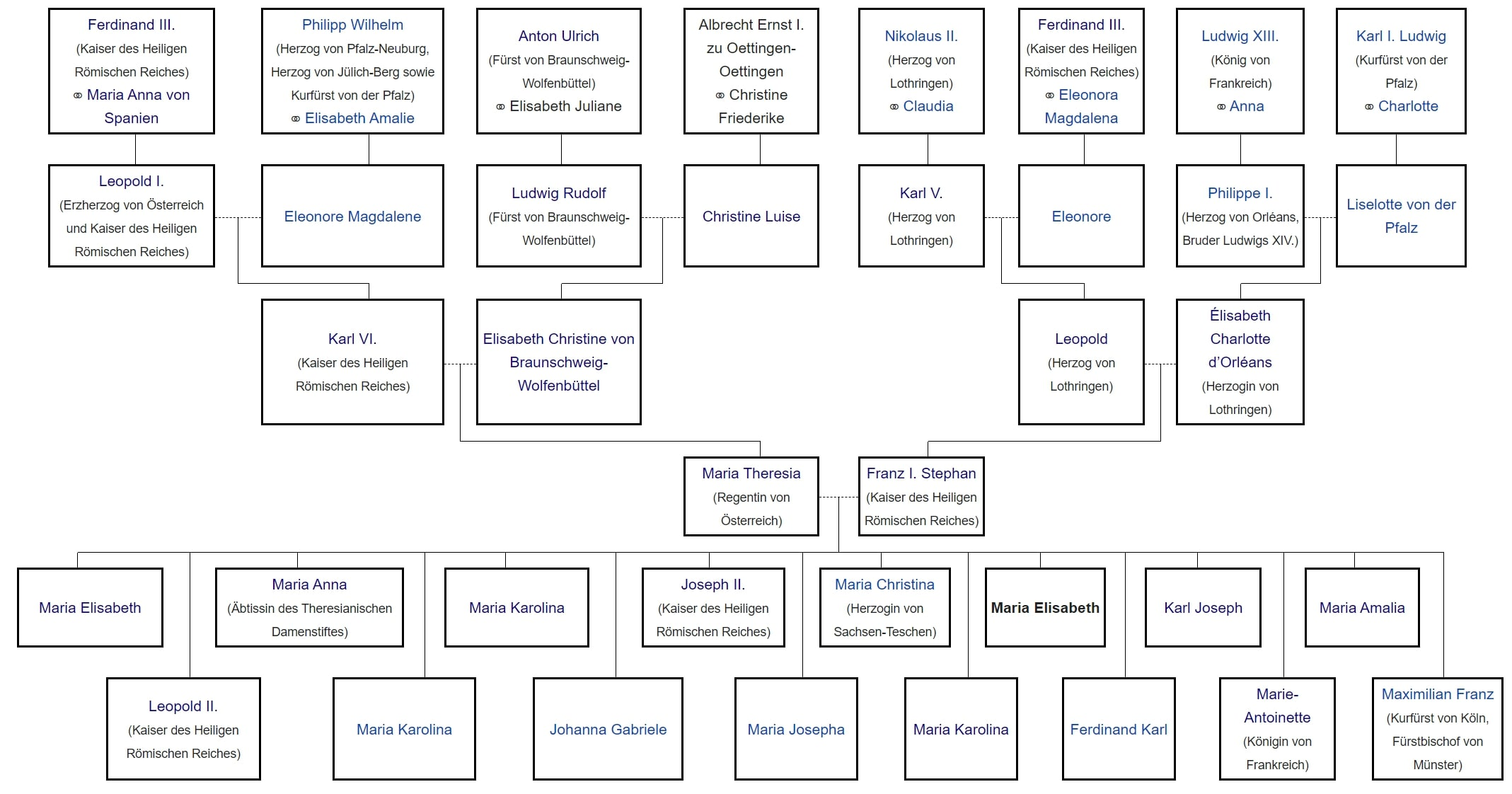
Stammbaum von Maria Elisabeth

Maria Elisabeth Josepha Johanna Antonia war das sechste Kind und die fünfte Tochter ihrer Eltern. Sie galt als schön, aber unbeständig und uninteressiert. Maria Theresia nannte sie „eine Kokette der Schönheit“. Ihre Obersthofmeisterin war 1761–1763 Christine-Philippine de Herzelles, der ihr Bruder Joseph II. später die Erziehung seines einzigen Kindes Maria Theresia anvertraute. Man hoffte, eine bedeutende politische Heirat für sie arrangieren zu können. Eine Verbindung mit König Stanislaus II. August von Polen soll am Einspruch Kaiserin Katharinas II. von Russland gescheitert sein, eine solche mit dem verwitweten König Ludwig XV. von Frankreich an der Pockenerkrankung, welche die 24-Jährige 1767 verunstaltete.

## „Kropferte Liesl“

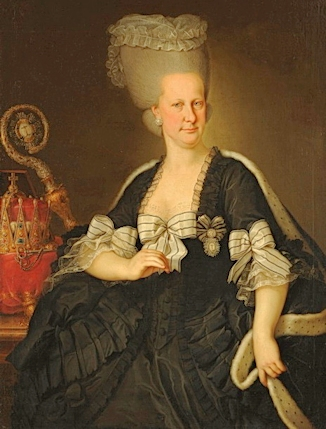
Maria Elisabeth als Äbtissin (Franz Altmutter).

Als Maria Theresia 1780 starb, musste Maria Elisabeth wie ihre Schwestern Maria Anna und Maria Christine Wien verlassen, da Joseph II. die „Weiberwirtschaft“ am Hof beenden wollte. Sie wurde Äbtissin des Adeligen Damenstifts Innsbruck, das Maria Theresia nach dem Tod von Kaiser Franz I. 1765 gegründet hatte, damit dort für das Seelenheil ihres Gatten gebetet werde. Maria Elisabeth war in Tirol wegen ihrer scharfen Zunge gefürchtet. Da zu den Pockennarben eine starke Korpulenz und ein dreifacher Kropf hinzutraten, nannte der Volksmund sie „kropferte Liesl“. 1805 floh sie vor den Truppen Napoleons nach Wien und dann nach Linz, wo sie ihre letzten Lebensjahre verbrachte und in der Gruft der Jesuitenkirche (Alter Dom) beigesetzt ist.

## Vorfahren
| Ahnentafel Maria Elisabeth von Österreich | Ahnentafel Maria Elisabeth von Österreich                                                                  | Ahnentafel Maria Elisabeth von Österreich                                                                  | Ahnentafel Maria Elisabeth von Österreich                                                                  | Ahnentafel Maria Elisabeth von Österreich                                                                  | Ahnentafel Maria Elisabeth von Österreich                                                        | Ahnentafel Maria Elisabeth von Österreich                                                        | Ahnentafel Maria Elisabeth von Österreich                                                                              | Ahnentafel Maria Elisabeth von Österreich                                                                       |
| ----------------------------------------- | --- | --- | --- | --- | ------------------------------------------------------------------------------------------------ | ------------------------------------------------------------------------------------------------ | --- | --- |
| Ururgroßeltern                            | Nikolaus Franz von Vaudémont (1609–1670) ⚭ 1634 Claudia von Lothringen (1612–1648)                         | Kaiser Ferdinand III. (1608–1657) ⚭ 1651 Eleonora von Mantua (1630–1686)                                   | König Ludwig XIII. (1601–1643) ⚭ 1615 Anna von Österreich (1601–1666)                                      | Kurfürst Karl I. Ludwig (1617–1680) ⚭ 1650 Charlotte von Hessen-Kassel (1627–1686)                         | Kaiser Ferdinand III. (1608–1657) ⚭ 1631 Maria Anna von Spanien (1606–1646)                      | Kurfürst Philipp Wilhelm (1615–1690) ⚭ 1653 Elisabeth Amalia von Hessen-Darmstadt (1635–1709)    | Fürst Anton Ulrich von Braunschweig-Wolfenbüttel (1633–1714) ⚭ 1656 Elisabeth Juliane von Holstein-Norburg (1634–1704) | Albrecht Ernst I. zu Oettingen (1642–1683) ⚭ Christine Friederike von Württemberg (1644–1674)                   |
| Urgroßeltern                              | Herzog Karl V. Leopold (1643–1690) ⚭ 1678 Eleonore von Österreich (1653–1697)                              | Herzog Karl V. Leopold (1643–1690) ⚭ 1678 Eleonore von Österreich (1653–1697)                              | Philipp I. von Bourbon (1640–1701) ⚭ 1671 Elisabeth von der Pfalz (1652–1722)                              | Philipp I. von Bourbon (1640–1701) ⚭ 1671 Elisabeth von der Pfalz (1652–1722)                              | Kaiser Leopold I. (1640–1705) ⚭ 1676 Eleonore Magdalene von der Pfalz (1655–1720)                | Kaiser Leopold I. (1640–1705) ⚭ 1676 Eleonore Magdalene von der Pfalz (1655–1720)                | Herzog Ludwig Rudolf von Braunschweig-Wolfenbüttel (1671–1735) ⚭ 1690 Christine Luise von Oettingen (1671–1747)        | Herzog Ludwig Rudolf von Braunschweig-Wolfenbüttel (1671–1735) ⚭ 1690 Christine Luise von Oettingen (1671–1747) |
| Großeltern                                | Herzog Leopold Joseph von Lothringen (1679–1729) ⚭ 1698 Élisabeth Charlotte de Bourbon-Orléans (1676–1744) | Herzog Leopold Joseph von Lothringen (1679–1729) ⚭ 1698 Élisabeth Charlotte de Bourbon-Orléans (1676–1744) | Herzog Leopold Joseph von Lothringen (1679–1729) ⚭ 1698 Élisabeth Charlotte de Bourbon-Orléans (1676–1744) | Herzog Leopold Joseph von Lothringen (1679–1729) ⚭ 1698 Élisabeth Charlotte de Bourbon-Orléans (1676–1744) | Kaiser Karl VI. (1685–1740) ⚭ 1708 Elisabeth Christine von Braunschweig-Wolfenbüttel (1691–1750) | Kaiser Karl VI. (1685–1740) ⚭ 1708 Elisabeth Christine von Braunschweig-Wolfenbüttel (1691–1750) | Kaiser Karl VI. (1685–1740) ⚭ 1708 Elisabeth Christine von Braunschweig-Wolfenbüttel (1691–1750)                       | Kaiser Karl VI. (1685–1740) ⚭ 1708 Elisabeth Christine von Braunschweig-Wolfenbüttel (1691–1750)                |
| Eltern                                    | Kaiser Franz I. Stephan (1708–1765) ⚭ 1736 Maria Theresia (1717–1780)                                      | Kaiser Franz I. Stephan (1708–1765) ⚭ 1736 Maria Theresia (1717–1780)                                      | Kaiser Franz I. Stephan (1708–1765) ⚭ 1736 Maria Theresia (1717–1780)                                      | Kaiser Franz I. Stephan (1708–1765) ⚭ 1736 Maria Theresia (1717–1780)                                      | Kaiser Franz I. Stephan (1708–1765) ⚭ 1736 Maria Theresia (1717–1780)                            | Kaiser Franz I. Stephan (1708–1765) ⚭ 1736 Maria Theresia (1717–1780)                            | Kaiser Franz I. Stephan (1708–1765) ⚭ 1736 Maria Theresia (1717–1780)                                                  | Kaiser Franz I. Stephan (1708–1765) ⚭ 1736 Maria Theresia (1717–1780)                                           |
| Maria Elisabeth von Österreich            | | | | |                                                                                                  |                                                                                                  | | |